# Těšetice (ort i Tjeckien, Södra Mähren)
Těšetice är en ort i Tjeckien.   Den ligger i regionen Södra Mähren, i den sydöstra delen av landet, 180 km sydost om huvudstaden Prag. Těšetice ligger 225 meter över havet och antalet invånare är 497.
Terrängen runt Těšetice är platt. Runt Těšetice är det ganska glesbefolkat, med 42 invånare per kvadratkilometer. Närmaste större samhälle är Znojmo, 8,8 km väster om Těšetice. Trakten runt Těšetice består till största delen av jordbruksmark.